# Episodi di Cherif (prima stagione)
La prima stagione della serie televisiva Cherif è stata trasmessa sul canale francese France 2 dal 25 ottobre al 15 novembre 2013.
In Italia è andata in onda dal 4 al 25 gennaio 2016 su Giallo.
| nº | Titolo originale    | Titolo italiano            | Prima TV Francia | Prima TV Italia |
| -- | ------------------- | -------------------------- | ---------------- | --------------- |
| 1  | Les Liens du Sang   | Legami di sangue           | 25 ottobre 2013  | 4 gennaio 2016  |
| 2  | Faux Semblants      | Le apparenze ingannano     | 25 ottobre 2013  | 4 gennaio 2016  |
| 3  | Le Dernier Mot      | Finché morte non ci separi | 1º novembre 2013 | 11 gennaio 2016 |
| 4  | Injustice           | Ingiustizia                | 1º novembre 2013 | 11 gennaio 2016 |
| 5  | Crime à la Carte    | Omicidio alla carta        | 8º novembre 2013 | 18 gennaio 2016 |
| 6  | Diagnostic: Meurtre | Diagnosi: Omicidio!        | 8º novembre 2013 | 18 gennaio 2016 |
| 7  | Reine d'un Jour     | Regina per un giorno       | 15 novembre 2013 | 25 gennaio 2016 |
| 8  | Black Jack          | Black Jack                 | 15 novembre 2013 | 25 gennaio 2016 |

## Legami di sangue
- Titolo originale: Les liens du sang
- Diretto da: Vincent Giovanni
- Scritto da: Laurent Scalese e Lionel Olenga

### Trama
Due dipendenti di un albergo di lusso si recano in una camera per appartarsi ma vi trovano il cadavere del receptionist Eric Leroy legato al letto. Il capitano Adeline Briard – figlia del capo della polizia – si trasferisce a Lione in un commissariato della Croix Rousse, scontrandosi subito col suo nuovo partner lavorativo, il capitano Kader Cherif.

## Le apparenze ingannano
- Titolo originale: Faux Semblants
- Diretto da: Vincent Giovanni
- Scritto da: Lionel Olenga e Laurent Scalese

### Trama
All'interno del modesto appartamento in cui viveva viene rinvenuto il corpo senza vita di Sandrine Schwartz, uccisa da un proiettile nel torace. La sua esistenza apparentemente afflitta da difficoltà economiche ne nasconde un'altra ben diversa. Sarah vorrebbe passare una serata a ripassare da un'amica ma sua madre scopre che nelle stesse ore in quella casa ci sarà una festa di diciottenni.

## Finché morte non ci separi
- Titolo originale: Le dernier mot
- Diretto da: Vincent Giovanni
- Scritto da: Robin Barataud, Marie Roussin e Lionel Olenga

### Trama
La parrucchiera a domicilio Jennifer Fioravanti trova i cadaveri dei coniugi Hélène (scrittrice di romanzi rosa) e Paul Delaunay (agente letterario) stesi sul letto, vestiti con abiti da sera, mentre si tengono per mano. Non, je ne regrette rien di Édith Piaf suona a ciclo continuo. Sarah vede rincasare il padre di mattina presto e nota sul suo telefono un messaggio di ringraziamento da parte di sua madre per la notte precedente.
- Guest star: Sonia Rolland (Ludivine Delaunay)

## Ingiustizia
- Titolo originale: Injustice
- Diretto da: Vincent Giovanni
- Scritto da: Nathalie Hugon, Vincent Robert e Lionel Olenga

### Trama
Alla casa di riposo Acacias quattro anziani muoiono avvelenati dopo aver brindato con una bottiglia di vino pregiato. Sarah resta molto delusa quando scopre che il regalo di Kader per il suo quindicesimo compleanno non consiste in uno smartphone.

## Omicidio alla carta
- Titolo originale: Crime à la carte
- Diretto da: Julien Zidi
- Scritto da: Nathalie Hugon e Lionel Olenga (storia: Razis Metlaine e Patrick Boudet)

### Trama
Il celebre chef molecolare Luc Delvos viene trovato nudo in un cassonetto, ucciso da alcune coltellate. Da alcuni giorni avrebbe dovuto trovarsi a Parigi, ma le indagini rivelano che non è mai partito da Lione. Sarah dimostra una predisposizione per il disegno e una sua insegnante le offre lezioni extra gratuite, ma Kader si mostra decisamente contrario.
- Guest star: Rufus (Monsieur Hurtince)

## Diagnosi: Omicidio!
- Titolo originale: Diagnostic : meurtre
- Diretto da: Julien Zidi
- Scritto da: Olivier Dujols e Lionel Olenga

### Trama
Nel corso di una festa studentesca sul fiume Rodano viene notato un corpo in acqua. Si tratta di Anaïs Médéros, una studentessa di Medicina che nascondeva una doppia vita. Pochi istanti prima di morire aveva contattato la polizia, ma le poche parole pronunciate non danno la sensazione che si sentisse in pericolo. Mentre Sarah cerca di comprendere il mestiere di Kader attraverso uno stage al commissariato, Adeline si rifiuta di rispondere alle telefonate di suo padre.

## Regina per un giorno
- Titolo originale: Reine d'un jour
- Diretto da: Julien Zidi
- Scritto da: Alice Chegaray-Breugnot, Grégoire Demaison e Lionel Olenga

### Trama
Alcuni ragazzi che giocano a frisbee in un parco si imbattono nel corpo senza vita di una giovane vestita con un abito molto elegante. Jade, la vittima, era una partecipante del concorso Miss Demoiselle, riservato a ragazze dai 15 ai 17 anni. Sarah propone a suo padre di trasferirsi da lui: da quando Deborah si è fidanzata con un certo Pierre, sente di essere passata in secondo piano.

## Black Jack
- Titolo originale: Blackjack
- Diretto da: Julien Zidi
- Scritto da: Pierre-Yves Mora e Lionel Olenga

### Trama
In un bosco, sulla riva di un fiume, due pescatori trovano i cadaveri di un uomo ed una donna stesi su una coperta perfettamente imbandita per un picnic. La donna, Carole Legall, un proiettile nel cuore, mostra di essersi difesa, mentre l'uomo, senza documenti, impugna una pistola e presenta una ferita alla tempia. Un dettaglio fa capire a Cherif che si tratta di una messinscena. Kader sorprende Sarah e Adeline in un dialogo il cui argomento le due si rifiutano di rivelare.